# Nashla Bogaert
Nashla Bogaert Rosario (San Francisco de Macorís, 11 de maig de 1980) és una actriu, ballarina i presentadora de televisió dominicana. És reconeguda pels seus papers en les pel·lícules ¿Quién Manda? (2013), Código Paz (2014), Reinbou (2016), i Hotel Coppelia (2020).
Bogaert es coproductora de Dominicana's Got Talent, la versió dominicana del format televisiu de telerealitat britànic Got Talent de Simon Cowell.

## Biografia
Bogaert va néixer a San Francisco de Macorís. Besneta de Libert Louis Bogaert (1866–1935), enginyer belga qui va emigrar a la República Dominicana i es va assentar a El Cibao (posteriorment nomenat Cònsol de Bèlgica), oriünd de Saint-Josse-ten-Noode, i es va casar amb Dolores de Jesús Román Grullón. El seu pare va ser Alberto Bogaert (m. 2012) i la seva mare és Carmen Rosario Hazim.

## Carrera
En 2004, Nashla Bogaert va començar la seva carrera en la televisió dominicana en el popular programa sabatí de varietats "Divertido con Jochy" conduït pel comunicador social Jochy Santos, on es va destacar molt ràpidament aconseguint nivells importants de popularitat. La presentadora va renunciar en 2012. Al costat d'un grup de presentadors com Luis Manuel Aguiló, Bolívar Valera (El Boli) i Hony Estrella va conduir de 2012 a 2014 com a presentadora i host de "Ahora Es" per Antena Latina.
Des de 2006 és actriu de cinema i de teatre.

## Vida personal
A l'agost de 2013, Bogaert es va casar amb l'actor, director de pel·lícula i músic argentí-dominicà David Maler, fill de l'artista argentí Leopoldo Maler.

## PPremis i nominacions
- Nominada com a ¨Millor Actriu´ per ¨¿Quién Manda?¨[6] a la I edició dels Premis Platino 2014
- Guanyadora del ¨Premi del Públic¨ als[7] Premis Platino del Cine Latinoamericano 2014
- Guanyadora com ¨Millor actriu secundària¨ als Premis La Silla, ADOCINE 2014 pel seu paper a ¨Código Paz¨
- Guanyadora como ¨Millor actriu secundària¨ als Premios La Sila de ADOCINE 2015 pel seu paper a ¨La Gunguna¨[8]
- Nominada com a ¨Millor Productor´ per ¨Reinbou¨ a Premis La Silla 2018
- Nominada com a ¨Millor Actriu´ per ¨Colao¨ a Premis La Silla 2018
- Nominada com a ¨Millor Actriu´ per ¨Reinbou¨ a Premis La Silla 2018
- Nominada com ao ¨Millor Actriu´ per ¨Lo que siento por ti¨ a Premis La Silla 2019
- Guanyadora com a ¨Millor Documental´ per ¨Isla de Plástico¨ a Premis La Silla 2020

## Filmografia

### Cinema
| Any  | Pel·lícula                    | Personatge  | Director                     |
| ---- | ----------------------------- | ----------- | ---------------------------- |
| 2006 | Viajeros                      | Romelia     | Carlos Bidó                  |
| 2007 | Yuniol                        | Carmen      | Alfonso Rodríguez            |
| 2008 | Enigma                        | Laura       | Robert Cornelio              |
| 2009 | Cristiano de la Secreta       | Débora      | Archie López                 |
| 2013 | ¿Quién manda?                 | Natalie     | Ronni Castillo               |
| 2014 | Código Paz                    | Laura       | Pedro Urrutia                |
| 2015 | Ladrones                      | María Elena | Joe Menendez                 |
| 2015 | La Gunguna                    | La Maeña    | Ernesto Alemany              |
| 2016 | Todos los Hombres son Iguales | Yoli        | Manuel Gómez Pereira         |
| 2016 | Reinbou                       | Inma        | Andrés Curbelo y David Maler |
| 2017 | Colao                         | Laura Matos | Frank Perozo                 |
| 2017 | Todas las Mujeres son Iguales | Yoli        | David Maler                  |
| 2018 | Trabajo sucio                 | Claribel    | David Pagán                  |
| 2018 | Lo que siento por ti          | Diana       | Raúl Camilo                  |
| 2020 | Nadie muere en Ambrosía       | Bocanegra   | Héctor Valdez                |
| 2020 | No es lo que parece           | Valeria     | David Maler                  |
| 2020 | Hotel Coppelia                | Gloria      | José María Cabral            |